# Verdrag van Groningen
Het Verdrag van Groningen is het verbond dat op 25 april 1444 werd gesloten tussen de stad Groningen en het Friese landsdeel Oostergo, met als doel handhaving van het recht en het houden van gemeenschappelijke vergaderingen. In het verdrag werd afgesproken dat er ieder jaar twee "warven" (vergaderingen) gehouden zouden worden, één in de stad Groningen en één elders op een geschikte plaats. Het verdrag bevatte voorts een inspanningsverplichting voor de deelnemende partijen om het landsdeel Westergo over te halen zich bij het verbond aan te sluiten.

## Achtergrond
Het verdrag van Groningen is een van de vele schriftelijke overeenkomsten uit het tijdperk dat we kennen als de Friese Vrijheid. Een periode uit de geschiedenis waarin het ontbreken van feodale structuren leidde tot een situatie dat rechtsregels niet konden worden afgedwongen, hetgeen bijdroeg tot het ontstaan van twisten in de Friese landen. Met het maken van afspraken en het sluiten van verdragen probeerden de Friezen de rechtshandhaving te verbeteren.